# Světloun pacifický
Světloun pacifický (Somniosus pacificus) je druh velkého žraloka z rodu světloun (Somniosus) a čeledi světlošovití (Somniosidae), který obývá severní Pacifik. Vyskytuje se v hloubkách do 2000 m, k čemuž je patřičně přizpůsoben stavbou tělesných orgánů. Může dosahovat délek 4,3 m, možná i více.

## Systematika
Druh popsali Henry Bryant Bigelow a William Charles Schroeder v roce 1944. Rodové jméno Somniosus pochází z latiny a znamená „ospalý“, druhové pacificus znamená pacifický.

## Popis
Jedná se o velkého žraloka dosahujícího délky až 4,3 m. Zvážená 4,3 m dlouhá samice vážila 546 kg. Jiná, 401 cm dlouhá samice, vážila 888 kg, což byla maximální nosnost dostupné váhy. Existují nicméně odhady, že světlouni pacifičtí mohou dosahovat až k 7 metrům.
Barva těla je černá až hnědočerná. Čenich je tupý, krátký a zakulacený. Na hřbetu se nachází dvě hřbetní ploutve stejné velikosti. Ta první je posazena ve střední části hřbetu, ta druhá blíže k ocasní ploutvi. Řitní ploutev chybí. Ocasní ploutev je jen krátká a široká, což se hodí pro krátké výbušné pohyby, které jsou potřeba pro polapení rychlé kořisti. Počet zubů v horní čelisti se pohybuje mezi 46–50, dolní čelist má 26–30 zubů. Horní zuby mají tvar dlouhých, zašpičatělých, hladce lemovaných hrotů. Spodní zuby vyrůstající z mohutných překrývajících bází jsou výrazně zešikmené a vertikálně zploštělé, takže připomínají ostří nožů.

## Rozšíření
Vyskytuje se v severním Pacifiku od Mexika na sever přes Kalifornii a Washington až po Aljašku, Beringovo moře a Severní ledový oceán. Západní část areálu rozšíření sahají od Japonska a Kamčatky na jih až po Tchaj-wan. Vyskytuje se též kolem Havajských ostrovů. Druh byl výjimečně zaznamenán i na jižní polokouli, konkrétní u pobřeží Chile, Tasmánie a dokonce i v jihozápadním Atlantiku v argentinských vodách.

## Biologie

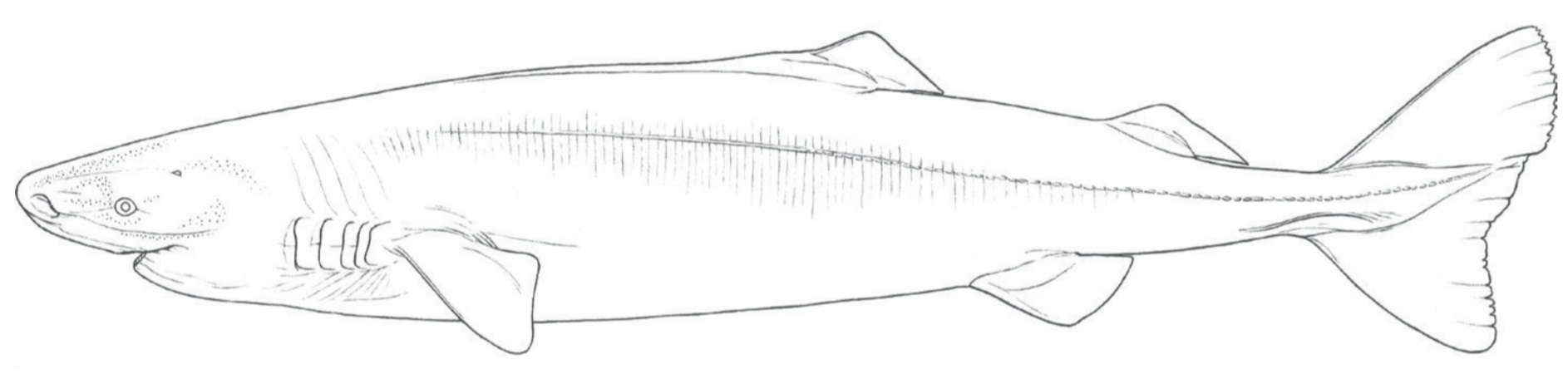
Kresba světlouna pacifického

Tento hlubinný žralok obývá vody do hloubek kolem 2000 m. Často se pohybuje vertikálním směrem nahoru a dolů skrze vodní sloupec. Ze studie, při které byla na světlouny pacifické připnuta satelitní zařízení, vyplynulo, že jeden ze sledovaných světlounů překonal 12 000 výškových metrů během 24 hodin. Obecně platí, že se přes den pohybují ve větších hloubkách, a na noc připlouvají k hladině. Druh je dobře vybaven na pobyt ve studených a hlubokých vodách. Játra světlouna pacifického neobsahují žádný skvalen, jak je tomu běžné u jiných druhů žraloků z mělčích vod. Skvalen by totiž při nízkých teplotách, které nastávají v mořských hlubinách, ztuhl. Tím by jednak způsoboval problém ve vztlaku světlouna, a jednak by světloun nebyl schopen skvalen využít jako zdroj energie v dobách nedostatku potravy. Podobně jako jiné druhy hlubinných žraloků, světlouni pacifičtí mají v tělech jen minimální množství močoviny, avšak tkáně obsahují vysokou koncentraci trimetylamin-N-oxidů (trimethylaminoxid, TMAO), které pomáhají se stabilizaci proteinů pod vysokým tlakem a v extrémně nízkých teplotách. Další zvláštností světlouna pacifického je jeho abnormálně velký žaludek, který se hodí pro dlouhodobé ukládání potravy.
Mladší jedinci se živí hlavně měkčí stravou jako jsou krakatice a chobotnice. Dospělí jedinci mají velmi pestrý jídelníček, do kterého patří ryby (platýsi, lososi, tresky), plži (např. tritonka oregonská), korýši (mj. Chionoecetes bairdi, raci, různonožci) a měkkýši (chobotnice, krakatice). Někteří světlouni loví i mořské savce – v žaludcích světlounů zaznamenány zbytky tuleňů obecných a delfínců Peronových. Světlouni se pohybují vodou velmi obratně, pouze s nepatrnými pohyby těla, což má výhodu v pouze minimálním hydrodynamickém hluku, takže nedochází k vyplašení kořisti. Krmí se sukcí, tzn. kořist nasají svými mohutnými čelistmi a v době průchodu kořisti skrze zubní aparát je oběť naporcována spodními zuby, které slouží jako série přírodních pilek.
O reprodukci se ví jen minimum informací. Předpokládá se, že jsou neplacentálně živorodí a v jednom vrhu se nachází snad 200–300 mláďat. Světloni pacifičtí jsou náchylní k parazitismu ze strany klanonožců. Během terénního výzkumu v zátoce Prince Williama na Aljašce bylo 7 z 8 světlounů infikováno parazitickým druhem klanonožce Ommatokoita elongata. Larvy a dospělé samice těchto parazitických korýšů byly nalezeny přichycené na rohovkách světlounů. Tento druh parazita se vyskytuje i na žralocích malohlavých.

## Predátoři

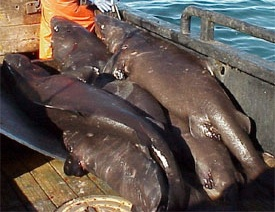
Mrtví světlouni pacifičtí

Na světlounech pacifických predují kosatky dravé typu offshore z Britské Kolumbie. U starších kosatek přitom bylo vypozorováno, že jejich zuby jsou značně obroušené, což se přičítá na vrub tuhé kůži světlounů, která je pokryta plakoidními šupinami, čili velmi tvrdými hrotovými výrůstky pokrytých sklovinou. Je možné, že starší kosatky predující na světlounech se buďto přeorientovávají na jinou, měkčí kořist, nebo jim mladší kosatky pomáhají světlouny naporcovat.

## Ohrožení a lidé
Mezinárodní svaz ochrany přírody (IUCN) hodnotí světlouna pacifického jako téměř ohrožený taxon. Na vině jsou hlavně komerční rybářské operace (lov na dlouhou lovnou šňůru a tažné sítě), během kterých jsou světlouni pacifičtí často nechtěně odchyceni. V drtivé většině případů se jedná o mladší jedince do délky dvou metrů, což si lze vysvětlit tak, že starší jedinci buďto obývají větší hloubky, kde rybářské sítě a šňůry nedosáhnou, nebo se stahují blíže k pobřeží, od kterého se komerční rybáři drží dále. V případě nechtěného ulovení jsou světlouni většinou hozeni zpět do moře, případně jsou ponecháni na maso (u Tchaj-wanu) nebo se z jejich jater vyextrahuje olej pro medicínské účely. Játra žraloků pacifických jsou pro extrakci oleje zvláště vhodná z důvodů jejich velikosti; představují přes 11 % váhy žraloka. Světloun jinak nemá pro lidi komerční využití, i když v době první světové války na Aljašce krátce existovalo rybářství lovící světlouny pacifické pro jejich kůži. Zatím nebyly nahlášeny žádné útoky světlounů pacifických na lidi.
Maso světlounů pacifických je pro lidi mírně toxické a po jeho pozření se dostavují příznaky podobné opilosti. Přesto na Tchaj-wanu dochází ke konzumaci syrového masa světlounů pacifických.